# Francisco Pizarro
Francisco Pizarro González (n. 16 martie 1478, Trujillo, Coroana Castiliei – d. 26 iunie 1541, Lima, Imperiul Spaniol) a fost unul dintre cei mai celebri conchistadori spanioli, cuceritorul Imperiului Inca.

## Biografie
S-a născut în Spania în 1478, pe 16 martie, în orașul Trujillo situat în regiunea Caceres din comunitatea Extremadura. A decedat în Lima, Peru, la vârsta de 63 ani, pe 6 iulie 1541. A fost unul dintre cei 4 copii ai lui Gonzalo Pizarro Rodriguez de Aguilar.

## Expedițiile

### Prima expediție
În prima expediție pleacă din Panama (14 noiembrie 1524), pe un vas, împreună cu prietenii săi Diego de Almagro și Hernando Luque, de-a lungul coastei pacifice, ajunge până la Río San Juan (4°10' lat.N), de unde, din cauza anotimpului ploios și a vânturilor puternice, se întoarce.

### A doua expediție
Pizarro pleacă într-o nouă expediție (1526), cu două nave, atinge din nou râul San Juan, de unde Almagro este trimis înapoi după întăriri. Pilotul șef Bartolomé Ruiz continuă explorarea litoralului depășind linia Ecuatorului și capturând câțiva peruvieni ce navigau pe o plută, care au confirmat povestirile despre țara și bogățiile incașilor.
Pizarro încearcă să pătrundă în interior, pentru a cerceta terenul, dar nu reușește din cauza atacurilor indiene.

### Cei treisprezece faimoși
Retras pe Isla del Gallo, Pizarro așteaptă întăriri. În locul ajutoarelor cerute, sosește trimisul noului guvernator din Panama, care nu aprobă acțiunile sale, cerând reîntoarcerea tuturor.
Pizarro refuză și, printr-un gest suprem, pune totul în joc, trasează pe nisipul de pe plajă o linie de la est la vest și le spune însoțitorilor:
"Pe aici se merge în Panama pentru a fi sărac, pe acolo în Peru pentru a fi bogat și pentru a duce sfânta religie a lui Christos, și acum cine este bun spaniol să aleagă ce e mai convenabil pentru el."
Cei 13 oameni care rămân de partea lui vor fi cunoscuți sub numele de "cei treisprezece faimoși". Aceștia avansează spre sud până în Golful Guayaquil, unde descoperă (1518) în marele oraș Túmbes splendoarea și exotismul civilizației Inca.

### Cucerirea regiunii Peru
Pe 26 iulie 1529, Pizarro obține de la Carol Quintul (căruia îi adusese aur, țesături și chiar câțiva peruvieni) dreptul de a cuceri Peru, fiind numit, totodată, guvernator și căpitan general al Noii Castilii, cum va fi numită regiunea respectivă, iar celor Treisprezece Faimoși li se acordă titlul de hidalgos.
În ianuarie 1531, Pizarro pleacă din Panama, cu cei patru frați, Hernando, Gonzalo și Juan Pizarro și Francisco Martín de Alcántara pentru a cuceri Peru, îmbarcați pe trei nave (180 de soldați, trei călugări și 37 de cai).
După 13 zile de navigație, debarcă în Golful Coaque (pe coasta Esmeraldas), în apropierea Ecuatorului, de unde pleacă mai departe abia peste șase luni, după ce primește întăriri. Reia marșul spre sud, într-o înaintare combinată pe mare și pe uscat, trece prin Puná și Túmbes, întemeiază orașul San Miguel și, de aici, pornește (24 septembrie 1532) spre Cajamarca, unul dintre cele mai mari și frumoase orașe inca, în care intră la 15 noiembrie 1532. Aici îl atrage și îl face prizonier, prin vicleșug, pe marele inca Atahualpa. În timpul atacului din Cajamarca sunt uciși între 2 000 și 8 000 de amerindieni.
Deși Atahualpa oferă o cantitate imensă de aur ca răscumpărare, Pizarro îi înscenează un proces și îl condamnă la moarte prin ardere pe rug, dar întrucât acesta a acceptat să fie botezat a fost „numai” strangulat.
Peru este în întregime supus, începe jaful și exploatarea bogățiilor miniere, iar populația luată în sclavie și treptat decimată.

## Posteritatea
Pizarro este înmormântat în Catedrala din Lima.